# Torsvåg
Torsvåg es un pueblo pesquero en la costa noroeste de la isla de Vannøya en el municipio de Karlsøy en Troms, Noruega. La ciudad más cercana es Tromsø a 90 km al sur de Torsvåg. 

## Historia
Existen registros arqueológicos de asentamientos de la Edad de Piedra.

## Tiempos recientes
En la actualidad, Torsvåg abarca a una villa en Vannøya y un sector del islote de Kåja. Existe un terraplén que conecta ambos lugares creando una bahía. El rompeolas en la entrada crea un puerto estrecho en el límite con el océano. La planta de procesamiento de pescado, Torsvågbruket, se localiza en la isla de Kåja y el faro de Torsvåg es el punto más alto. Torsvåg sólo posee entre 10 y 20 habitantes, pero en sus inicios llegó a tener cientos.